# Veronica petriei
Veronica petriei är en grobladsväxtart som beskrevs av Thomas Kirk.
Veronica petriei ingår i släktet veronikor och familjen grobladsväxter. Inga underarter finns listade i Catalogue of Life.